# Atsutaka Nakamura
Atsutaka Nakamura (født 13. september 1990) er en japansk fodboldspiller.
Han har spillet for flere forskellige klubber i sin karriere, herunder Kyoto Sanga FC og Kashima Antlers.